# مسکن مقرون به صرفه در کانادا
مسکن مقرون به صرفه در کانادا (انگلیسی: Affordable housing in Canada) فضاهای زندگی یا مسکن است که از نظر مالی قابل دسترسی و مسکن مقرون‌به‌صرفه برای کسانی است که درآمد متوسط خانوار در کانادا دارند. تداوم نردبان املاک مسکن مقرون به صرفه در کانادا شامل بازار (مسکن اجاره ای مقرون به صرفه (مستأجر) و مالکیت خانه مقرون به صرفه / مالکیت مشترک (ملک مشاع) و اجاره برای خرید)، غیر بازاری (مسکن اجاره ای مقرون به صرفه و مالکیت خانه مقرون به صرفه) و مسکن یارانه ای دولت (سرپناه اضطراری، مسکن انتقالی و مسکن دولتی) است.
مقرون به صرفه بودن مسکن به‌طور کلی بر اساس نسبت هزینه سرپناه به درآمد (STIR) ۳۰ درصد توسط شرکت وام مسکن و مسکن کانادا (CMHC)، آژانس مسکن ملی کانادا، اندازه‌گیری می‌شود. تغییرات در هزینه مسکن یا درآمد بر استطاعت تأثیر می‌گذارد. جمعیت‌شناسی و جغرافیای اجتماعی از فشارهای مقرون به صرفه بر گروه‌های مختلف مردم خبر می‌دهد. بر اساس گزارش سازمان همکاری و توسعه اقتصادی، «قیمت به درآمد»، «نسبت قیمت به اجاره» و «نرخ اضافه بار هزینه مسکن» در مقایسه با ۳۸ کشور دیگر به طور قابل توجهی بالاتر است.
تا سال ۲۰۲۱، ۶۸٫۵۵ درصد از خانواده‌های کانادایی مالک خانه‌های خود بودند که این رقم در سال ۱۹۹۹، ۶۰ درصد بود. حدود دو سوم خانواده‌ها در خانه‌های خود زندگی می‌کنند در حالی که یک سوم دیگر در خانه‌های اجاره‌ای هستند.